# Corridoio plurimodale Tirreno-Brennero
Il Corridoio plurimodale Tirreno-Brennero, conosciuto anche con l'acronimo Ti-Bre, è un raccordo autostradale parzialmente in esercizio, che una volta completato collegherà l'autostrada della Cisa A15 Parma-La Spezia in località Fontevivo (Parma), laddove vi è l'interconnessione con l'Autosole A1 Milano-Napoli, con l'autostrada del Brennero A22 Modena-Brennero in località Nogarole Rocca (Verona), per un totale di 84,350 km.
Il primo lotto della nuova autostrada, che comprende un tracciato di 9,5 km tra Fontevivo-Trecasali e Terre Verdiane, è stato inaugurato il 16 aprile 2025.

## Storia
Il 1º luglio 1974 la Società Autocamionale della Cisa ottenne la concessione per la costruzione ed esercizio dell'autostrada A15 Parma-La Spezia con relativo prolungamento per Mantova e Nogarole Rocca.
Nel dicembre 1999 la Società Autocamionale della Cisa rinnovò la convenzione con l'ANAS per la realizzazione dell'infrastruttura, che nel 2001 venne inclusa dal CIPE nel corridoio plurimodale Tirreno-Brennero.
Il progetto preliminare e lo studio di impatto ambientale predisposto nel 2002 dalla Società Autocamionale della Cisa, fu approvato dall'ANAS il 18 marzo 2003. Dopo essere stato approvato, con alcune varianti, dalle regioni interessate Emilia-Romagna, Lombardia e Veneto, il progetto ottiene nel 2004 i pareri favorevoli dei ministeri dell'ambiente e dei beni culturali. In seguito il CIPE prende atto e approva che, a seguito delle richieste delle regioni, il prezzo dell'opera è aumentato a 1,83 miliardi di euro (dai 1,53 iniziali), mentre l'Autocamionale della Cisa avrebbe sostenuto parte della spesa con autofinanziamento.
Dopo la conferenza dei servizi del 2005-2006, viene redatto il progetto definitivo e la convenzione unica tra ANAS e Autocamionale (2007), fissando la scadenza della concessione al 31 dicembre 2031.
La progettazione definitiva del completamento della tratta fino a Nogarole Rocca si è conclusa il 9 novembre 2009, ma al momento l'iter è ancora fermo in attesa dell'aggiudicazione dell'appalto.
Nel 2010 il CIPE autorizza la costruzione del primo lotto di circa 15 km (costo 513 milioni di euro) e prende atto dell'aumento dei costi complessivi dell'opera a 2,7 miliardi di euro, necessitando di un finanziamento pubblico di 900 milioni di euro da parte del Fondo Garanzia per le Opere Pubbliche (FGOP).
Il 21 aprile 2011 l'ANAS approvò il progetto definitivo del primo lotto Fontevivo-Trecasali e Terre Verdiane, il cui appalto viene aggiudicato l'11 luglio 2013 all'Impresa Pizzarotti & C. per un importo di 254.666.864,08 euro ed avvio dei lavori inizialmente previsto per l'aprile 2015 ed ultimazione, dopo 2 anni, nell'aprile 2017. A seguito di ritardi, i lavori ebbero inizio solo il 26 settembre 2016, mentre il completamento del primo lotto era previsto nel febbraio del 2020.
Nel novembre 2017 la società concessionaria Autocamionale della Cisa viene incorporata nella Società Autostrada Ligure Toscana (SALT).
Nel marzo 2022, l'assessore regionale ai trasporti  dell'Emilia-Romagna Adriano Corsini ha dichiarato che "per il completamento dell'autostrada Tirreno-Brennero servono investimenti considerevoli che oggi non sono previsti"; la società concessionaria SALT inoltre sta studiando un'alternativa per collegare il terminale dell'autostrada con la strada a scorrimento veloce Cispadana, in modo da consentire il raggiungimento del casello di Pegognaga (MN) sulla A22. Sempre nel marzo 2022 è stata annunciata l'inaugurazione del primo tratto, che comprende l'area di servizio "Fontevivo" e il casello "Terre Verdiane", entro ottobre 2022, poi rinviata di ulteriori 12 mesi. Il suddetto tratto è stato infine inaugurato il 16 aprile 2025.

## Tabella percorso
| PARMA - NOGAROLE ROCCA Autostrada Ti-Bre |                                                                                    |       |       |           |                                                            |
| Tipo                                     | Indicazione                                                                        | ↓km↓  | ↑km↑  | Provincia | Note                                                       |
|                                          | Milano - Bologna Parma - La Spezia                                                 | 0,0   | 84,35 | PR        |                                                            |
|                                          | Area di servizio "Fontevivo"                                                       | 4,5   | 79,85 | PR        |                                                            |
|                                          | Sissa Trecasali-Terre Verdiane (proseguimento in definizione, uscita obbligatoria) | 9,5   | 74,85 | PR        |                                                            |
|                                          | Casalasco-Viadanese                                                                |       |       | CR-MN     | progetto definitivo (in attesa di finanziamento e appalto) |
|                                          | Raccordo autostradale regionale Mantova - Cremona - barriera Mantova Cremona       |       |       | MN        | progetto definitivo (in attesa di finanziamento e appalto) |
|                                          | Bozzolo                                                                            |       |       | MN        | progetto definitivo (in attesa di finanziamento e appalto) |
|                                          | Area di servizio "Oglio"                                                           |       |       | MN        | progetto definitivo (in attesa di finanziamento e appalto) |
|                                          | Gazoldo-Piubega-San Fermo                                                          |       |       | MN        | progetto definitivo (in attesa di finanziamento e appalto) |
|                                          | Goito                                                                              |       |       | MN        | progetto definitivo (in attesa di finanziamento e appalto) |
|                                          | Area di servizio "Massimbona"                                                      | 74,85 | 9,5   | MN        | progetto definitivo (in attesa di finanziamento e appalto) |
|                                          | Lago di Garda                                                                      | 79,85 | 4,5   | VR        | progetto definitivo (in attesa di finanziamento e appalto) |
|                                          | Modena - Brennero                                                                  | 84,35 | 0,0   | VR        | progetto definitivo (in attesa di finanziamento e appalto) |